# CapitalG
CapitalG (precedentemente Google Capital) è un fondo di venture capital finanziato da Alphabet con sede a Mountain View in California (Stati Uniti).
Nato nel 2013, si focalizza sulle società di tecnologia in fase di crescita e investe per profitto piuttosto che strategicamente per Google. Oltre al capitale d'investimento, l'approccio di CapitalG include l'accesso alle compagnie del suo portafoglio delle persone, della conoscenza, della cultura di Google in modo da offrirgli una migliore guida durante la crescita.
Incluso, è anche, il collegamento con una serie di consulenti come David Drummond (SVP di Corporate Development e Chief Legal Officer di Google) e Sundar Pichai (Amministratore delegato di Google).
Fino a oggi la società ha investito in 12 compagnie, in aree quali i big data, tecnofinanza, sicurezza, e e-learning.
Precedentemente sotto il controllo di Google Inc., il 10 agosto 2015, a seguito della ristrutturazione aziendale, Google Capital diventa una filiale di Alphabet.